# Hooge
Hooge là một đảo, đô thị ở ngoài khơi nước Đức. Đô thị này có diện tích 5,78 km², dân số thời điểm 31 tháng 12 năm 2006 là 81 người.
Hooge có 9 khu vực dân cư:
- Backenswarft
- Kirchwarft
- Ockelützwarft
- Hanswarft
- Ockenswarft
- Lorenzwarft/Mitteltritt (double-terpen)
- Volkertswarft
- Ipkenswarft
- Westerwarft

## Hình ảnh

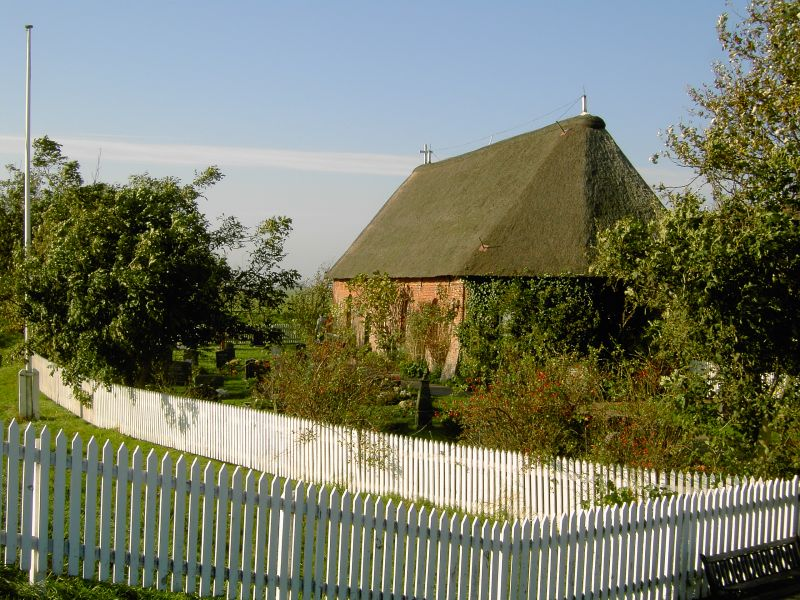
Giáo đường Hooge
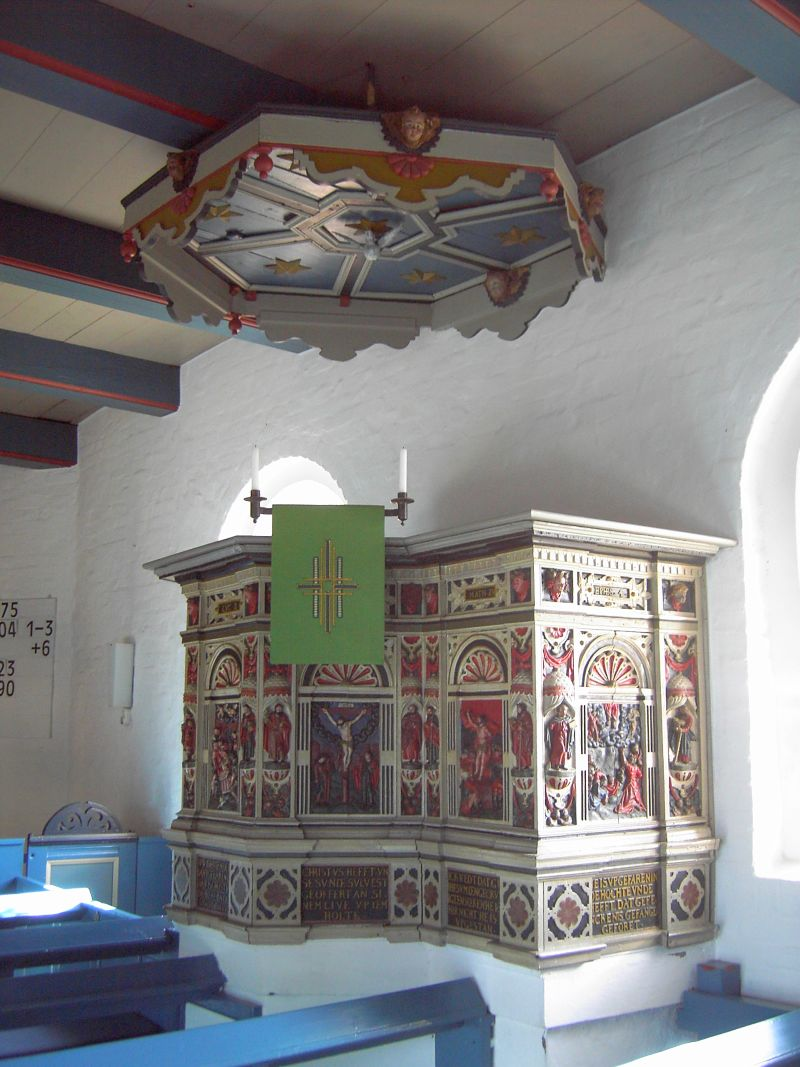
Bên trong giáo đường Hooge

Bản mẫu:Frisian Islands